# Ізопсефія
Ізопсефія (англ. Isopsephy; [ˈaɪsəpˌsɛfi] ; грец. ἴσος, трансліт. ísos означає «рівний» і грец. ψῆφος, трансліт. psêphos, дос. «камінчик» означає «рахувати») або ізопсефізм — це практика додавання числових значень літер у слові, щоб утворити одне число . Загальне число потім використовується як метафоричний міст до інших слів, що оцінюють рівне число,  що задовольняє isos або «рівний» у терміні. Стародавні греки використовували рахункові дошки для чисельних розрахунків і обліку, з лічильником, який узагальнено називався psephos [«камінчик»], аналог латинського слова calculus , від якого походить англійське слово calculate (обчислення).
Ізопсефія пов'язана з гематрією: та сама практика використання єврейського алфавіту. Він також пов’язаний із стародавніми системами числення багатьох інших народів (щодо версії арабського алфавіту див. Абджадські цифри ). Гематрія мов латинської графіки була також популярна в Європі від Середньовіччя до епохи Відродження, і її спадщина залишається впливом на розшифровку кодів і нумерологію.

## історія

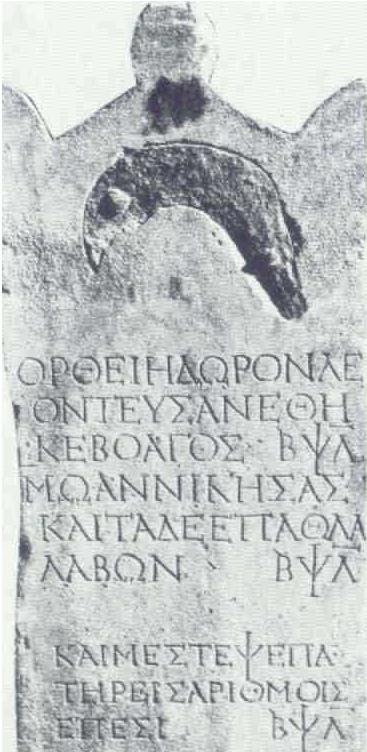
Приклад ізопсефії зі святилища Артеміди Ортії, II століття нашої ери

Поки арабські цифри не були прийняті та адаптовані з індійських цифр у 8-му та 9-му століттях нашої ери та поширені в Європі Фібоначчі з Пізи в його книзі Liber Abaci 1202 року, цифри були переважно алфавітними. Наприклад, у Стародавній Греції грецькі цифри використовували алфавіт. Це лише короткий крок від використання літер алфавіту в повсякденній арифметиці та математиці до бачення чисел у словах і до письма з усвідомленням числового виміру слів.
Рання згадка про ізопсефію, хоча й більш складна, ніж зазвичай (з використанням множення, а не додавання), походить від математика Аполлонія з Перги, який писав у 3 столітті до нашої ери. Він запитує: «Враховуючи вірш: ΑΡΤΕΜΙΔΟΣ ΚΛΕΙΤΕ ΚΡΑΤΟΣ ΕΞΟΧΟΝ ΕΝΝΕΑ ΚΟΥΡΑΙ ( 'Дев'ять дів, славлять славну силу Артеміса' ), що означає результат усіх його елементи однаковий?"  Більш традиційними є випадки ізопсефії, знайдені в графіті в Помпеях, які датуються приблизно 79 роком нашої ери. Один прочитає Φιλω ης αριθμος ϕμε, « Я люблю її, номер якої 545. » . Інший скаже: « Амерімнус назавжди думав про свою леді Гармонію. Число її чесного імені – 45. ». гасло, яке хтось написав на стіні в Римі:
"Nero, Orestes, Alcmeon their mothers slew.
A calculation new. Nero his mother slew"
що здається іншим прикладом  . Грецькою мовою Νερων, Нерон, має числове значення:
Ν
50
+
ε
5
+
ρ
100
+
ω
800
+
ν
50
=
1005
(
ι
i
10
+
δ
d
4
+
ι
i
10
+
α
a
1
+
ν
n
50
)
+
(
μ
m
40
+
η
e
8
+
τ
t
300
+
ε
e
5
+
ρ
r
100
+
α
a
1
)
+
(
α
a
1
+
π
p
80
+
ε
e
5
+
κ
k
20
+
τ
t
300
+
ε
e
5
+
ι
i
10
+
ν
n
50
+
ε
e
5
)
"Він убив власну матір.
Відомим прикладом є 666 у біблійній книзі Одкровення (13:18): «Ось мудрість. Хто має розум, нехай порахує число звірини, бо це число людини, а число її шістсот шістдесят. і шість». Слово, перекладене як «рахувати», ψηφισάτω , psephisato, має той самий «гальковий» корінь, що й слово ізопсефія  .
Також у I столітті нашої ери Леонід Александрійський створив ізопсифи, епіграми з рівночисловими двостихами, де перший гекзаметр і пентаметр дорівнюють двом наступним віршам за числовим значенням. Деякі з них він адресував Нерону:
Θυει σοι τοδε γραμμα γενεθλιακαισιν εν ὡραις,
Καισαρ, Νειλαιη Μουσα Λεωνιδεω.
Καλλιοπης γαρ ακαπνον αει θυος· εις δε νεωτα
Ην εθελῃς, θυσει τουδε περισσοτερα.
Що перекладається так: «Муза Леоніда з Нілу пропонує тобі, о Цезарю, цей запис під час твого народження; бо жертва Калліопи завжди бездимна: але наступного року він принесе, якщо хочеш, кращі речі, ніж це». Тут сума як першого, так і другого двостиша становить 5699. В іншому з його двостихів рядок гекзаметра дорівнює номеру відповідному пентаметру :
Εἱς προς ἑνα ψηφοισιν ισαζεται, ου δυο δοιοις,
Ου γαρ ετι στεργω την δολιχογραφιην.
Що перекладається як: «Один рядок дорівнює одному, а не два двом, бо я більше не схвалюю довгих епіграм». Тут кожен рядок налічує 4111 .
Надгробок, знайдений у храмі Артеміди в Спарті Ортії, є прикладом ізопсефічного елегічного вірша 2-го століття нашої ери. Він говорить:
ΟΡΘΕΙΗ  ΔΩΡΟΝ  ΛΕΟΝΤΕΥΣ  ΑΝΕΘΗΚΕ  ΒΟΑΓΟΣ   ΒΨΛ
ΜΩΑΝ  ΝΙΚΗΣΑΣ  ΚΑΙ  ΤΑΔΕ  ΕΠΑΘΛΑ  ΛΑΒΩΝ   ΒΨΛ
ΚΑΙ  ΜΕΣΤΕΨΕ  ΠΑΤΗΡ  ΕΙΣΑΡΙΘΜΟΙΣ  ΕΠΕΣΙ   ΒΨΛ
Це вотивна стела для хлопчика, який переміг у конкурсі зі співу. Сума слів у кожному рядку становить ΄Β΄Ψ΄Λ, тобто 2730, і ця сума також наводиться в кінці кожного рядка. Також у 2 столітті нашої ери Елій Нікон з Пергаму, грецький архітектор і будівельник, якого описав його син, відомий лікар Гален, як «опанував усе, що можна знати про науку геометрії та чисел», був майстром у складанні ізопсефічних творів .

## Значення букв грецького алфавіту
У грецькій мові кожній одиниці (1, 2, ..., 9) призначалася окрема літера, кожній десятці (10, 20, ..., 90) — окрема літера, а кожній сотні (100, 200, ..., 900) окрема літера. Для цього потрібно 27 літер, тому 24-літерний алфавіт було розширено за допомогою трьох застарілих літер: дигамма ϝ (також використовується стигма ϛ або новогрецькою мовою στ ) для 6, qoppa ϙ для 90 і sampi ϡ за 900.
Ця алфавітна система працює за принципом додавання, за яким числові значення літер додаються разом, щоб утворити загальну суму. Наприклад, 241 представлено як σμα (200 + 40 + 1).
| Letter (upper and lower case) | Value | Name                   | Trans- literation |
| ----------------------------- | ----- | ---------------------- | ----------------- |
| Α α                           | 1     | Alpha                  | а                 |
| Β β                           | 2     | Beta                   | б                 |
| Γ γ                           | 3     | Gamma                  | г                 |
| Δ δ                           | 4     | Delta                  | д                 |
| Ε ε                           | 5     | Epsilon                | e                 |
| (Ϝ ϝ / Ϛ ϛ)                   | 6     | Digamma (later Stigma) | в                 |
| Ζ ζ                           | 7     | Zeta                   | дз                |
| Η η                           | 8     | Eta                    | е                 |
| Θ θ                           | 9     | Theta                  | т                 |
| Ι ι                           | 10    | Iota                   | и                 |
| Κ κ                           | 20    | Kappa                  | к                 |
| Λ λ                           | 30    | Lambda                 | л                 |
| Μ μ                           | 40    | Mu                     | м                 |
| Ν ν                           | 50    | Nu                     | н                 |
| Ξ ξ                           | 60    | Xi                     | кс                |
| Ο ο                           | 70    | Omicron                | о                 |
| Π π                           | 80    | Pi                     | п                 |
| (Ϙ ϙ)                         | 90    | Koppa                  | к/х               |
| Ρ ρ                           | 100   | Rho                    | р                 |
| Σ σ                           | 200   | Sigma                  | с                 |
| Τ τ                           | 300   | Tau                    | т                 |
| Υ υ                           | 400   | Upsilon                | y                 |
| Φ φ                           | 500   | Phi                    | ф                 |
| Χ χ                           | 600   | Chi                    | х                 |
| Ψ ψ                           | 700   | Psi                    | пс                |
| Ω ω                           | 800   | Omega                  | о                 |
| (Ϡ ϡ)                         | 900   | Sampi                  | сс                |

## Дивись також
- Саторська площа
- Ґематрія

## Подальше читання
- Barry, Kieren (1999). The Greek Qabalah: Alphabetic Mysticism and Numerology in the Ancient World. Samuel Weiser. ISBN 1-57863-110-6.